# شو (مغنية)
شو كونيمتسو، والمعروفة أيضًا بإسم يو سو يونغ، واحترافيًا بإسم شو (بالكورية: 邦光 洙)‏ هي ممثلة ومغنية كورية جنوبية، ولدت يوم 23 أكتوبر 1981 في يوكوهاما في كوريا الجنوبية.

## روابط خارجية
- شو على موقع IMDb (الإنجليزية)